# آق‌تپه (شهرستان باکای‌آتا)
آق‌تپه (به قرقیزی: Ак-Дөбө، اق دۅبۅ) یک منطقهٔ مسکونی در قرقیزستان است که در شهرستان باکای‌آتا واقع شده‌است. آق‌تپه ۴٬۲۹۸ نفر جمعیت دارد و ۱٬۰۸۷ متر بالاتر از سطح دریا واقع شده‌است.